# Flaga Liwonii

Flaga Liwonii

Flaga Liwonii – symbol Liwów, ugrofińskiej grupy etnicznej z Liwonii. 
Proporcje kolorów flagi wynoszą 2:1:2, a stosunek wysokości flagi do jej szerokości jest ustalony na 1:2, czyli identycznie jak flaga Łotwy. Kolor zielony reprezentuje lasy, biały oznacza piaszczyste plaże (charakterystyczne dla obszaru zamieszkiwanego przez Liwów), a niebieski morze. Flaga została po raz pierwszy użyta 18 listopada 1923 roku.